# Megrelien

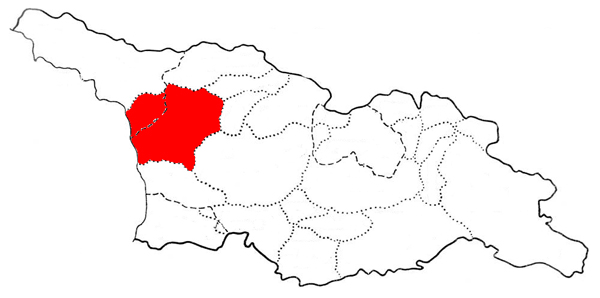
Den historiska regionen Megrelien i Georgien.

Megrelien (georgiska: სამეგრელო, Samegrelo), tidigare även känt som Mingrelien eller Odisji, är en historisk region i västra Georgien. Den avgränsas av den separatiska regionen Abchazien i nordväst, av Svanetien i norr, Imeretien i öster, Gurien i söder och Svarta havet i väst.
Administrativt tillhör den historiska regionen, tillsammans med den norra delen av den angränsande bergsregionen Svanetien, provinsen Megrelien-Övre Svanetien, vars huvudort är Zugdidi, den största staden i Megrelien.
Regionen bebos till största del av megreler, som är en etnisk undergrupp till georgierna. De talar megreliska och georgiska, och använder det georgiska skriftspråket.

## Historia
Under antiken var Megrelien en viktig del i kungadömena Kolchis (800- till 500-talet f.Kr.) och Lazica (300-talet f.Kr. till 500-talet e.Kr.). Från 1000- till 1400-talet var Megrelien del av det georgiska kungadömet. Från 1500-talet till 1857 styrdes det självständiga furstendömet Megrelien av den georgiska dynastin Dadiani och var en vasall till Osmanska riket. I december 1803 kom furstendömet under Tsarrysslands beskydd efter ett avtal mellan tsaren och furst Grigol Dadiani. År 1857 avskaffades officiellt furstendömet.
År 1918 blev Megrelien del av Demokratiska republiken Georgien, för att från 1921 till 9 april 1991 vara del av Sovjetunionen. Lavrentij Berija och det självständiga Georgiens förste president, Zviad Gamsachurdia, var megreler.
Efter en våldsam statskupp från 2 december 1991 till 6 januari 1992 blev Megrelien centrum för ett inbördeskrig som slutade med förlust för Gamsachurdias megreliska anhängare, de så kallade zviadisterna. Regionen förblev dock fortsatt ohanterlig under Eduard Sjevardnadzes presidentperiod (1992-2003). Stabiliteten i regionen försämras vidare av det faktum att de georgiska flyktingarna ifrån kriget i Abchazien främst lever i Megrelien. Under 2004, efter rosenrevolutionen i november 2003, lät den nyvalde presidenten Micheil Saakasjvili, som lovat lösa konflikten med utbrytarregionen Abchazien med enbart fredliga medel, avväpna megreliska gerillagrupper som gjort intrång i Abchazien.